# Oddělené vzdělávání
Oddělené vzdělávání chlapců a dívek je způsob vzdělávání, kde dívky a chlapci navštěvují oddělené školní třídy nebo celé školy. Tento způsob vzdělávání byl dominantní do poloviny dvacátého století, oddělené vzdělávání přetrvává v mnoha kulturách na základě tradic nebo z náboženských důvodů.

## Moderní doba
V poslední době v některých zemích narostl zájem o oddělené vzdělávání dívek a chlapců, a získal mnoho zastánců. Názory na tento způsob vzdělávání jsou odlišné. Podle  se nedá jednoznačně prokázat výhodnost odděleného vzdělávání. Naproti tomu analýza výsledků zkoušek 700 000 dívek  ukázala, že dívky studující v oddělených školách mají lepší výsledky než dívky studující ve školách smíšených. Největší zlepšení bylo u dívek, které měly špatné výsledky na předchozím vzdělávacím stupni. Dlouhodobá studie  17 000 osob ukázala, že ženy navštěvující oddělené školy vydělávaly v dalším životě více peněz, zatímco muži z oddělených škol se častěji v pozdějším životě rozvedli. Autoři však označují efekty odděleného vzdělávání jako mírné, ale konstatují, že výzkum prokázal, že oddělené vzdělávání mírní genderové rozdíly mezi pohlavími. Například dívky v odděleném vzdělávání (ve srovnání se smíšeným) jsou lepší v matematice a chlapci zase v angličtině. Zajímavý pohled na danou problematiku lze najít v odborném článku , kde je zdokumentován příznivý vliv vyššího podílu dívek ve smíšené třídě, a to nejen na chlapce a dívky, ale i na učitele, kteří jsou z hodin v těchto třídách méně unaveni a podávají lepší výkony. Stoprocentní výhodu v odděleném vzdělávání dívek a chlapců vidí autorka K. A. Kolářová , nicméně konstatuje, že rozdíly mezi dívkami a chlapci existují, a měl by se na ně brát ohled. Možná stačí jiný přístup, možná zcela jiný styl vzdělávání, a rázem se matematika i literatura mohou stát předměty pro chlapce i dívky rovnocennými.